# Liste der Monuments historiques in Saint-Mards-en-Othe
Die Liste der Monuments historiques in Saint-Mards-en-Othe führt die Monuments historiques in der französischen Gemeinde Saint-Mards-en-Othe auf.

## Liste der Objekte
| Bezeichnung                | Beschreibung                                                                    | Standort                       | Kennzeichnung | Schutzstatus | Datum | Bild |
| -------------------------- | ------------------------------------------------------------------------------- | ------------------------------ | ------------- | ------------ | ----- | ---- |
| Skulptur Heilige Katharina | Kalkstein, grau gefasst und vergoldet, 16. Jahrhundert                          | in der Kirche St-Médard (Lage) | PM10003261    | Classé       | 1913  |      |
| Zwei Kredenzen             | Holz, 17. Jahrhundert; Verbleib unbekannt                                       | in der Kirche St-Médard (Lage) | PM10002017    | Classé       | 1913  |      |
| Skulptur Heilige Barbara   | Kalkstein, grau gefasst und vergoldet, 16. Jahrhundert                          | in der Kirche St-Médard (Lage) | PM10002016    | Classé       | 1913  |      |
| Hauptaltar                 | Altartisch und Altaraufbau; Marmor, 18. Jahrhundert; aus dem Kloster Vauluisant | in der Kirche St-Médard (Lage) | PM10002018    | Classé       | 1913  |      |